# Arge ustulata
Arge ustulata is een vliesvleugelig insect uit de familie Argidae. De wetenschappelijke naam is gepubliceerd in 1758 door Linnaeus in de tiende editie van Systema naturae. 